# Samaria (geslacht)
Samaria is een geslacht van vlinders van de familie snuitmotten (Pyralidae), uit de onderfamilie Phycitinae.

## Soorten
- S. ardentella Ragonot, 1893
- S. inconspicuella Balinsky, 1994
- S. indentella Ragonot, 1893